# Maroko na letních olympijských hrách
Maroko na letních olympijských hrách startuje od roku 1960. Toto je přehled účastí, medailového zisku a vlajkonošů na dané sportovní události.

## Účast na Letních olympijských hrách
| Dějiště LOH            | LOH      | Vlajkonoš                                            | Zlatá medaile | Stříbrná medaile | Bronzová medaile | Celkem |
| ---------------------- | -------- | ---------------------------------------------------- | ------------- | ---------------- | ---------------- | ------ |
| 1960 Řím               | LOH 1960 | nebyl                                                |               | 1                |                  | 1      |
| 1964 Tokio             | LOH 1964 | nebyl                                                |               |                  |                  | 0      |
| 1968 Ciudad de México  | LOH 1968 | nebyl                                                |               |                  |                  | 0      |
| 1972 Mnichov           | LOH 1972 | nebyl                                                |               |                  |                  | 0      |
| 1976 Montréal          | LOH 1976 | nebyl                                                |               |                  |                  | 0      |
| 1980 Moskva            | 1980     |                                                      |               |                  |                  | Ne     |
| 1984 Los Angeles       | LOH 1984 | Lahcen Samsam Akka                                   | 2             |                  |                  | 2      |
| 1988 Soul              | LOH 1988 | nebyl                                                | 1             |                  | 2                | 3      |
| 1992 Barcelona         | LOH 1992 | nebyl                                                | 1             | 1                | 1                | 3      |
| 1996 Atlanta           | LOH 1996 | Khalid Skah                                          |               |                  | 2                | 2      |
| 2000 Sydney            | LOH 2000 | Adil Belgaïd                                         |               | 1                | 4                | 5      |
| 2004 Athény            | LOH 2004 | Nezha Bidouaneová                                    | 2             | 1                |                  | 3      |
| 2008 Peking            | LOH 2008 | Abdel Kader Kada                                     |               | 1                | 1                | 2      |
| 2012 Londýn            | LOH 2012 | Wiam Dislam                                          |               |                  | 1                | 1      |
| 2016 Rio de Janeiro    | LOH 2016 | Abdelkebir Ouaddar (zahájení) Wiam Dislam (ukončení) |               |                  | 1                | 1      |
| 2020 Tokio             | LOH 2020 | Oumaïma Belahbib Ramzi Boukhiam                      | 1             |                  |                  | 1      |
| 2024 Paříž             | LOH 2024 | Ines Laklalech Yessin Rahmouni                       | 1             |                  | 1                | 2      |
| Celkem                 | 16       |                                                      | 8             | 5                | 13               | 26     |
| Zdroj na Olympedia.org |          |                                                      |               |                  |                  |        |